# Fritz Kehl
Friedrich Kehl – detto Fritz – (Bienne, 12 luglio 1937) è un ex calciatore svizzero, di ruolo difensore.

## Carriera

### Club
Ha giocato nella prima divisione svizzera.

### Nazionale
Con la nazionale svizzera ha preso parte ai Mondiali 1962.

## Palmarès

### Club

#### Competizioni nazionali
- Campionato svizzero: 1

Zurigo: 1962-1963